# بورغ-سان-كريستوف
بورغ-سان-كريستوف (بالفرنسية: Bourg-Saint-Christophe)‏ هي بلدية فرنسية تقع في إقليم الآن في فرنسا. رمز إنسي لها هو:1054. أما الرمز البريدي لها فهو: 1800.